# Spratly-eilanden

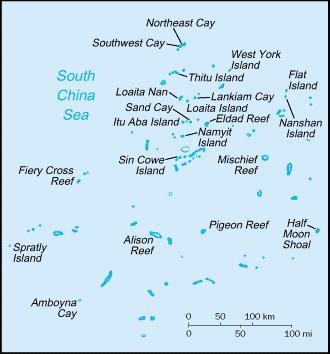
De Spratly-eilanden

De Spratly-eilanden zijn een groep eilanden en riffen tussen de zuidelijke Filipijnen en het zuiden van Vietnam.
De totale landoppervlakte is minder dan 5 km², maar de zee bij de  archipel is een vruchtbaar visgebied. Bovendien zijn er olie- en gasreserves te vinden. Buiten wat garnizoenen zijn er soms bewoners op de eilanden te vinden. Het grootste eiland is Taiping Dao.
In 2013 maakten de Filipijnen op basis van het VN-Zeerechtverdrag een arbitragezaak aanhangig tegen de Volksrepubliek China. Het Permanente Hof van Arbitrage trad in deze zaak als griffie op. Op 12 juli 2016 oordeelde het arbitragetribunaal dat China geen aanspraak kan maken op de gebieden die niet op basis van het VN Zeerechtverdrag zijn ingesteld. Het tribunaal oordeelde verder dat de aanwezigheid van installaties en onderhoudspersoneel op de vele onbewoonde eilandjes, waaronder de Spratly-eilanden, geen recht geven tot het instellen van een nieuwe maritieme zone. Gedurende het geschil heeft China aangegeven de rechtsmacht van het tribunaal niet te erkennen. China aanvaardt het vonnis niet.
- De eilanden worden door China en Taiwan in hun geheel opgeëist. De Filipijnen, Vietnam, Brunei, en Maleisië claimen delen van de eilandengroep.
- Filipijnse deel ten slotte, behoort tot de gemeente Kalayaan, onderdeel van de provincie Palawan.
- De Volkrepubliek China deelt diens claim in onder de provincie Hainan en bouwt er sinds begin 2014 kunstmatige eilanden.[4]
- Vietnam deelt de eilanden in bij Khánh Hòa, een provincie in Vietnam
- Taiwan rekent de Spratly-eilanden bij de gemeente Kaohsiung
- Bruneis geclaimde deel hoort bij diens exclusieve economische zone
- Maleisië claimt eilanden, als onderdeel van de staat Sabah